# Pierrepont-sur-l'Arentèle
Pierrepont-sur-l'Arentèle is een gemeente in het Franse departement Vosges (regio Grand Est) en telt 106 inwoners (1999). De plaats maakt deel uit van het arrondissement Épinal.

## Geografie
De oppervlakte van Pierrepont-sur-l'Arentèle bedraagt 6,3 km², de bevolkingsdichtheid is 16,8 inwoners per km².
De onderstaande kaart toont de ligging van Pierrepont-sur-l'Arentèle met de belangrijkste infrastructuur en aangrenzende gemeenten.

## Demografie
Onderstaande figuur toont het verloop van het inwonertal (bron: INSEE-tellingen).
Aydoilles · Beauménil · Bruyères · Champ-le-Duc · Charmois-devant-Bruyères · Cheniménil · Destord · Deycimont · Docelles · Dompierre · Fays · Fiménil · Fontenay · Girecourt-sur-Durbion · Grandvillers · Gugnécourt · Laval-sur-Vologne · Laveline-devant-Bruyères · Laveline-du-Houx · Lépanges-sur-Vologne · Méménil · La Neuveville-devant-Lépanges · Nonzeville · Padoux · Pierrepont-sur-l'Arentèle · Prey · Le Roulier · Sainte-Hélène · Viménil · Xamontarupt
1. ↑  Populations de référence 2022.